# Faramea exemplaris
Faramea exemplaris es una especie de planta con flor en la familia Rubiaceae. 
Es endémica de Ecuador y de Perú, donde se encuentra en el Departamento de Loreto en los bosques de las tierras bajas del Río Santiago y Río Marañon.

## Taxonomía
Faramea exemplaris fue descrita por Paul Carpenter Standley y publicado en Publications of the Field Museum of Natural History, Botanical Series 11(5): 205–206, en el año 1936.
Sinonimia
- Faramea harmsiana Standl.